# Sheldon Brookbank
Sheldon W. Brookbank (Lanigan, 3 ottobre 1980) è un allenatore di hockey su ghiaccio ed ex hockeista su ghiaccio canadese.

## Palmarès

### Club
- Stanley Cup: 1

Chicago: 2013

### Individuali
- Eddie Shore Award: 1

2007
- AHL All-Star Game: 1

2007